# Trachemys decorata
Trachemys decorata är en sköldpaddsart som beskrevs av de amerikanska zoologerna Barbour och Carr 1940. Trachemys decorata ingår i släktet Trachemys och familjen kärrsköldpaddor. IUCN kategoriserar arten globalt som sårbar. Inga underarter finns listade i Catalogue of Life.
Arten förekommer på Hispaniola i Västindien.